# SARAF
SARAF (англ. Store-operated calcium entry associated regulatory factor) – білок, який кодується однойменним геном, розташованим у людей на короткому плечі 8-ї хромосоми. Довжина поліпептидного ланцюга білка становить 339 амінокислот, а молекулярна маса — 36 975.
| 10         |  | 20         |  | 30         |  | 40         |  | 50         |
| ---------- |  | ---------- |  | ---------- |  | ---------- |  | ---------- |
| MAAACGPGAA |  | GYCLLLGLHL |  | FLLTAGPALG |  | WNDPDRMLLR |  | DVKALTLHYD |
| RYTTSRRLDP |  | IPQLKCVGGT |  | AGCDSYTPKV |  | IQCQNKGWDG |  | YDVQWECKTD |
| LDIAYKFGKT |  | VVSCEGYESS |  | EDQYVLRGSC |  | GLEYNLDYTE |  | LGLQKLKESG |
| KQHGFASFSD |  | YYYKWSSADS |  | CNMSGLITIV |  | VLLGIAFVVY |  | KLFLSDGQYS |
| PPPYSEYPPF |  | SHRYQRFTNS |  | AGPPPPGFKS |  | EFTGPQNTGH |  | GATSGFGSAF |
| TGQQGYENSG |  | PGFWTGLGTG |  | GILGYLFGSN |  | RAATPFSDSW |  | YYPSYPPSYP |
| GTWNRAYSPL |  | HGGSGSYSVC |  | SNSDTKTRTA |  | SGYGGTRRR  |  |            |

A: Аланін

C: Цистеїн

D: Аспарагінова кислота

E: Глутамінова кислота

F: Фенілаланін

G: Гліцин

H: Гістидин

I: Ізолейцин

K: Лізин

L: Лейцин

M: Метіонін

N: Аспарагін

P: Пролін

Q: Глутамін

R: Аргінін

S: Серин

T: Треонін

V: Валін

W: Триптофан

Задіяний у таких біологічних процесах, як транспорт іонів, транспорт, транспорт кальцію, альтернативний сплайсинг. 
Білок має сайт для зв'язування з іоном кальцію. 
Локалізований у мембрані, ендоплазматичному ретикулумі.